# IPH (empresa)
Ítalo Percossi e Hijos, más conocida como IPH, es uno de los mayores referentes en la producción de cables de acero de América Latina. Fue fundada en 1949 en Buenos Aires, Argentina.
Ubicada en la localidad de San Miguel, Buenos Aires, su planta de 45.000 metros cuadrados cubiertos con capacidad de producción mensual de 1500 toneladas, combina tecnología de avanzada, recursos humanos altamente capacitados y un sistema de gestión de calidad certificado bajo las principales normas internacionales.
La planificación del proceso productivo integrado verticalmente involucra a todos los componentes del cable de acero, desde la fabricación propia de alambres y almas de fibra y acero para sus cables, hasta bobinas de madera o acero, y packaging, según los requerimientos específicos de sus clientes. Este Modelo de Integración resulta clave en la optimización de diseños, versatilidad y sustentabilidad productivas y aseguramiento de la calidad del producto final.
En sus dos modernos centros de servicios y ventas, ubicados en Buenos Aires y San Pablo, IPH posee un amplio stock de producto terminado; además de instalaciones para la fabricación de eslingas para múltiples aplicaciones, fraccionado de bobinas, acondicionamiento final de producto, certificación y ensayos de laboratorio; ofreciendo al mercado la más integral propuesta en soluciones para el izaje y movimiento de cargas.
La planta de fabricación, sumada a sus dos centros de servicios, le confiere a IPH una operación altamente eficiente, configurando el conjunto industrial y logístico más moderno de América Latina.
Estos sólidos antecedentes permiten ofrecer una amplia línea de productos de alto grado de competitividad a nivel mundial:
- Cables de acero en distintas construcciones hasta 120mm de diámetro.
- Cables especiales para alta exigencia:
  - Cables compactados
  - Cables de 8 cordones
  - Cables multicapas antigiratorios
  - Cables con alma termoplastificada
  - Cables combinado acero - polímero
  - Cables para ascensores de alta velocidad
  - Cables con galvanizados extrapesados

- Capacidad de producir bobinas de hasta 27 tons.
- Desarrollo de productos especiales, acordes a las necesidades específicas del cliente.

## Enlaces
- https://www.iphglobal.com

- Datos: Q5907105